# Rheinböllen
Rheinböllen är en stad i Rhein-Hunsrück-Kreis i förbundslandet Rheinland-Pfalz i Tyskland.
Staden ingår i kommunalförbundet Verbandsgemeinde Simmern-Rheinböllen tillsammans med ytterligare 43 kommuner.